# Episodi di Murphy Brown (nona stagione)
La nona stagione della serie televisiva Murphy Brown è stata trasmessa in anteprima negli Stati Uniti d'America dalla CBS tra il 16 settembre 1996 e il 18 maggio 1997.
| nº | Titolo originale                  | Titolo italiano | Prima TV USA      | Prima TV Italia |
| -- | --------------------------------- | --------------- | ----------------- | --------------- |
| 1  | Executive Decision                |                 | 16 settembre 1996 |                 |
| 2  | Power Play                        |                 | 23 settembre 1996 |                 |
| 3  | A Comedy of Eros                  |                 | 30 settembre 1996 |                 |
| 4  | Son of Dottie                     |                 | 7 ottobre 1996    |                 |
| 5  | Office Politics                   |                 | 14 ottobre 1996   |                 |
| 6  | Phil's Dead - Long Live Phil's    |                 | 21 ottobre 1996   |                 |
| 7  | That's the Way the Corky Crumbles |                 | 28 ottobre 1996   |                 |
| 8  | Defending Your Life               |                 | 4 novembre 1996   |                 |
| 9  | Underdogs                         |                 | 11 novembre 1996  |                 |
| 10 | Nobody's Perfect                  |                 | 18 novembre 1996  |                 |
| 11 | A One Night Stan                  |                 | 25 novembre 1996  |                 |
| 12 | Separation Anxiety                |                 | 2 dicembre 1996   |                 |
| 13 | Montezuma's Retreat               |                 | 18 dicembre 1996  |                 |
| 14 | The Big Thaw                      |                 | 6 gennaio 1997    |                 |
| 15 | Who Do You Truss?                 |                 | 13 gennaio 1997   |                 |
| 16 | You Don't Know Jackal             |                 | 20 gennaio 1997   |                 |
| 17 | Blind Date                        |                 | 3 febbraio 1997   |                 |
| 18 | Oh, Danny Boy                     |                 | 10 febbraio 1997  |                 |
| 19 | Desperate Times                   |                 | 17 febbraio 1997  |                 |
| 20 | And That's the Way It Was?        |                 | 25 febbraio 1997  |                 |
| 21 | How to Marry a Billionaire        |                 | 28 aprile 1997    |                 |
| 22 | Hero Today, Gone Tomorrow         |                 | 5 maggio 1997     |                 |
| 23 | Mama Miller                       |                 | 12 maggio 1997    |                 |
| 24 | When One Door Closes...           |                 | 18 maggio 1997    |                 |